# Светско првенство у кајаку и кануу на мирним водама 1938.
Прво Светско првенство у кајаку и кануу на мирним водама 1938. одржанно је у Ваксхолму (Шведска) 7. и 8. августа. Овај такмичење одржано је под покровитељством ИРК „Међународног предстаништва за кануистику” основаног 1924. у Копенхагену у чијем саставу су била 22 национална савеза међу којима је била и Југославија. То је била претеча Међународне кајакашке федерације (енгл. International Canoe Federation) ИЦФ.
Такмичења су одржана у водама Балтичког мора, који окружују острво Ваксхолм, који припада Стокхолмском архипелагу.
У мушкој конкуренцији такмичило се у 3 дисциплине у кануу и 7 у кајаку. Код жена на програму су биле само две кајакашке дисциплине. 
Ово је било прво и једино светско првенство пре Другог светског рата. Такође је једини пут да се на светским првенствима одрже трке са скопливим кајаком Ф-1 10.000 м  и Ф-2 10.000 м.

## Освајачи медаља

### Мушкарци
Кану
| Дисциплина          |                                                   | Резултат |                                                   | Резултат |                                             | Резултат |
| Ц-1 1.000 м детаљи  | Ото Нојмилер Немачка                              | 6:45,8   | Ханс Видеман Немачка                              | 6:51,4   | Бохумил Сладек · Чехословачка               | 7:11,7   |
| Ц-2 1.000 м детаљи  | Руперт Вајнштабл Карл Просил Немачка              | 5:47,3   | Бохуслав Карлик · Јан Брзак-Феликс · Чехословачка | 5:52,3   | Вацлав Мотл · Здењек Шкрланд · Чехословачка | 5:54,4   |
| Ц-2 10.000 м детаљи | Бохуслав Карлик · Јан Брзак-Феликс · Чехословачка | 52:38,7  | Руперт Вајнштабл Карл Просил Немачка              | 53:06,5  | Кристијан Холценберг Хајнц Јиргенс Немачка  | 54:12,4  |

Кајак
| Дисциплина                   |                                                                 | Резултат |                                                          | Резултат |                                                                           | Резултат |
| К-1 1.000 м детаљи           | Карл Видмарк · Шведска                                          | 5:03,2   | Хелмут Кемерер Немачка                                   | 5:05,9   | Грегор Храдецки Немачка}                                                  | 5:06,4   |
| К-1 10.000 м детаљи          | Карл Видмарк · Шведска                                          | 46:42,8  | Чеслав Собјерај · Пољска                                 | 47:35,6  | Егон Нилсон · Шведска                                                     | 48:10,7  |
| Ф-1 10.000 м склопиви детаљи | Арне Богрен · Шведска                                           | 51:48,8  | Камил Балатони · Мађарска                                | 51:49,7  | Гинтер Новацки Немачка                                                    | 51:59,3  |
| K-2 1.000 м детаљи           | Хелмут Трибе Ханс Еберле Немачка                                | 4:46,6   | Курт Бо · Ханс Берглунд · Шведска                        | 4:45,5   | Poul Larsen · Vagn Jørgensen · Данска                                     | 4:46,7   |
| К-2 10.000 м детаљи          | Гунар Јохансон · Бренд Брендсон · Шведска                       | 43:29,9  | Хелмут Трибе Ханс Еберле Немачка                         | 44:06,6  | Адолф Кајнц Карл Мауер Немачка                                            | 44:21,1  |
| Ф-2 10.000 м склопиви детаљи | Карл-Густав Хелстранд · Ерик Хелсвик · Шведска                  | 47:11,5  | Свен Јохансон · Ерик Бладстрем · Шведска                 | 47:37,7  | Курт Кре Јохан Фуш Немачка                                                | 48:10,7  |
| К-4 1.000 м детаљи           | Ернст Кубе Хајни Бригеман Ернст Штратман Хајне Штратман Немачка | 4:08,2   | Ханс Рајн Јозеф Рајдел Алберт Шорн Карл Ауленбах Немачка | 4:08,8   | Роланд Карлсон · Јете Карлсон · Гунар Јохансон · Бренд Брендсон · Шведска | 4:10,5   |

### Жене
Кајак
| Дисциплина       |                                                    | Резултат |                                     | Резултат |                                    | Резултат |
| К-1 600 м детаљи | Магие Калка · Финска                               | 3:26,0   | Мај Брит Бергквист · Шведска        | 3:30,3   | Бодил Тристед · Данска             | 3:32,2   |
| К-2 600 м детаљи | Марта Павлисова · Марија Зволанкова · Чехословачка | 3:05,2   | Јозефа Кестер Елизабет Кроп Немачка | 3:05,5   | Рут Ланге · Бодил Тирстед · Данска | 3:06,9   |

## Биланс медаља
| Медаље земље домаћина |

| Мушкарци, кајак |            |   |   |   |    |
| #               | Земља      |   |   |   |    |
| 1.              | Шведска    | 5 | 2 | 2 | 9  |
| 2.              | Немачка    | 2 | 3 | 4 | 9  |
| 3.              | Мађарска   | 0 | 1 | 0 | 1  |
| 3.              | Пољска     | 0 | 1 | 0 | 1  |
| 5.              | Данска     | 0 | 0 | 1 | 1  |
|                 | Укупно (5) | 7 | 7 | 7 | 21 |

| Мушкарци, кану |              |   |   |   |   |
| #              | Земља        |   |   |   |   |
| 1.             | Немачка      | 2 | 2 | 1 | 5 |
| 2.             | Чехословачка | 1 | 1 | 2 | 4 |
|                | Укупно (2)   | 3 | 3 | 3 | 9 |

| Жене кајак |              |   |   |   |   |
|            | Земља        |   |   |   |   |
| 1          | Чехословачка | 1 | 0 | 0 | 1 |
| 1          | Финска       | 1 | 0 | 0 | 1 |
| 2          | Немачка      | 0 | 1 | 0 | 1 |
| 2          | Шведска      | 0 | 1 | 0 | 1 |
| 5          | Данска       | 0 | 0 | 2 | 2 |
| Укупно (5) | Укупно (5)   | 2 | 2 | 2 | 6 |

### Биланс медаља, укупно
|            | Земља        |    |    |    |    |
| ---------- | ------------ | -- | -- | -- | -- |
| 1.         | Шведска      | 5  | 3  | 2  | 10 |
| 2.         | Немачка      | 4  | 6  | 5  | 15 |
| 3.         | Чехословачка | 2  | 1  | 2  | 5  |
| 4.         | Финска       | 1  | 0  | 0  | 1  |
| 5.         | Мађарска     | 0  | 1  | 0  | 1  |
| 5.         | Пољска       | 0  | 1  | 0  | 1  |
| 7.         | Данска       | 0  | 0  | 3  | 3  |
| Укупно (7) | Укупно (7)   | 12 | 12 | 12 | 36 |

## Вишеструки освајачи медаља после 1. СП
У овој табели су они који су освојили најмање 2 медаље.
|    | Кајакаш/ица                       | м/жПол | Злато | Сребро | Бронза | Укупно |
| -- | --------------------------------- | ------ | ----- | ------ | ------ | ------ |
| 1. | Карл Видмарк · Шведска            | м      | 2     | 0      | 0      | 2      |
| 2. | Хелмут Трибе · Нацистичка Немачка | м      | 1     | 1      | 0      | 2      |
| 2. | Ханс Еберле · Нацистичка Немачка  | м      | 1     | 1      | 0      | 2      |
| 4. | Гунар Јохансон · Шведска          | м      | 1     | 0      | 1      | 2      |
| 4. | Бренд Брендсон · Шведска          | м      | 1     | 0      | 1      | 2      |
| 6. | Бодил Тристед · Данска            | ж      | 0     | 0      | 2      | 2      |

|    | Кајакаш/ица                     | м/жПол | Злато | Сребро | Бронза | Укупно |
| -- | ------------------------------- | ------ | ----- | ------ | ------ | ------ |
| 1. | Бохуслав Карлик · Чехословачка  | м      | 1     | 1      | 0      | 2      |
| 1. | Јан Брзак-Феликс · Чехословачка | м      | 1     | 1      | 0      | 2      |